# Ed Marinaro
Ed Marinaro, född 31 mars 1950 i New York, är en amerikansk skådespelare och tidigare utövare av amerikansk fotboll. Han är känd i rollen som Joe Coffey i Spanarna på Hill Street. 